# 128615 Jimharris
128615 Jimharris è un asteroide della fascia principale. Scoperto nel 2004, presenta un'orbita caratterizzata da un semiasse maggiore pari a 2,2013600 UA e da un'eccentricità di 0,1635259, inclinata di 6,90824° rispetto all'eclittica.